# Schmalspurbahn Jindřichův Hradec–Obrataň
| Kursbuchstrecke (SŽ): | 228                     |                                                |                                     |
| Streckenlänge: | 45,996 km               |                                                |                                     |
| Spurweite: | 760 mm (Bosnische Spur) |                                                |                                     |
| Streckenklasse: | C2                      |                                                |                                     |
| Maximale Neigung: | 26 ‰                    |                                                |                                     |
| Streckengeschwindigkeit: | 50 km/h                 |                                                |                                     |
| |                         |                                                |                                     |
| \| \| 0,000 \| Jindřichův Hradec JHMD früher Neuhaus \| 470 m \| \| \| \| von Veselí nad Lužnicí \| \| \| \| \| Dreischienengleis 760/1435 mm \| \| \| \| 1,985 \| odb. Dolní Skrýchov \| odb. Dolní Skrýchov \| \| \| \| nach Jihlava und nach Nová Bystřice \| \| \| \| \| Nežárkabrücke \| \| \| \| 3,323 \| Horní Skrýchov früher Obergrieschau \| 480 m \| \| \| 5,853 \| Dolní Radouň früher Wenkerschlag \| 500 m \| \| \| 7,583 \| Lovětín früher Lowietin \| 500 m \| \| \| 8,962 \| Lovětín obec \| 480 m \| \| \| 10,606 \| Nekrasín früher Nekrasin \| 500 m \| \| \| 12,255 \| Nová Včelnice früher Neuötting-Vtelnitz \| 512 m \| \| \| 15,850 \| Žďár u Kamenice nad Lipou früher Schdiar \| 510 m \| \| \| 18,450 \| Rodinov früher Radinow \| 510 m \| \| \| 20,265 \| Kamenice nad Lipou früher Kamnitz an der Linde \| 550 m \| \| \| 23,567 \| Včelnička früher Bienenthal \| 570 m \| \| \| 27,798 \| Benešov nad Lipou früher Beneschau \| Benešov nad Lipou früher Beneschau \| \| \| 30,526 \| Chválkov früher Chwalkow \| 666 m \| \| \| 33,452 \| Dobešov früher Dobeschau \| 610 m \| \| \| 35,565 \| Černovice u Tábora früher Tschernowitz \| 590 m \| \| \| 39,844 \| Křeč früher Kretsch \| 660 m \| \| \| 43,074 \| Sudkův Důl früher Sudekgruben \| 600 m \| \| \| 45,123 \| Obrataň zastávka \| 550 m \| \| \| 45,996 \| Obrataň früher Wobratain \| 575 m \| \| \| \| (Übergang zur Bahnstrecke Horní Cerekev–Tábor) \| \| |                         |                                                |                                     |
| Kopfbahnhof Streckenanfang | 0,000                   | Jindřichův Hradec JHMD früher Neuhaus          | 470 m                               |
| Abzweig geradeaus und von links |                         | von Veselí nad Lužnicí                         | von Veselí nad Lužnicí              |
| Strecke |                         | Dreischienengleis 760/1435 mm                  | Dreischienengleis 760/1435 mm       |
| Blockstelle | 1,985                   | odb. Dolní Skrýchov                            | odb. Dolní Skrýchov                 |
| Abzweig geradeaus und nach rechts |                         | nach Jihlava und nach Nová Bystřice            | nach Jihlava und nach Nová Bystřice |
| Brücke über Wasserlauf |                         | Nežárkabrücke                                  | Nežárkabrücke                       |
| Bahnhof | 3,323                   | Horní Skrýchov früher Obergrieschau            | 480 m                               |
| Haltepunkt / Haltestelle | 5,853                   | Dolní Radouň früher Wenkerschlag               | 500 m                               |
| Bahnhof | 7,583                   | Lovětín früher Lowietin                        | 500 m                               |
| Haltepunkt / Haltestelle | 8,962                   | Lovětín obec                                   | 480 m                               |
| Haltepunkt / Haltestelle | 10,606                  | Nekrasín früher Nekrasin                       | 500 m                               |
| Bahnhof | 12,255                  | Nová Včelnice früher Neuötting-Vtelnitz        | 512 m                               |
| Haltepunkt / Haltestelle | 15,850                  | Žďár u Kamenice nad Lipou früher Schdiar       | 510 m                               |
| Haltepunkt / Haltestelle | 18,450                  | Rodinov früher Radinow                         | 510 m                               |
| Bahnhof | 20,265                  | Kamenice nad Lipou früher Kamnitz an der Linde | 550 m                               |
| Bahnhof | 23,567                  | Včelnička früher Bienenthal                    | 570 m                               |
| Haltepunkt / Haltestelle | 27,798                  | Benešov nad Lipou früher Beneschau             | Benešov nad Lipou früher Beneschau  |
| Bahnhof | 30,526                  | Chválkov früher Chwalkow                       | 666 m                               |
| Haltepunkt / Haltestelle | 33,452                  | Dobešov früher Dobeschau                       | 610 m                               |
| Bahnhof | 35,565                  | Černovice u Tábora früher Tschernowitz         | 590 m                               |
| Bahnhof | 39,844                  | Křeč früher Kretsch                            | 660 m                               |
| Haltepunkt / Haltestelle | 43,074                  | Sudkův Důl früher Sudekgruben                  | 600 m                               |
| Haltepunkt / Haltestelle | 45,123                  | Obrataň zastávka                               | 550 m                               |
| Kopfbahnhof Streckenende | 45,996                  | Obrataň früher Wobratain                       | 575 m                               |
| |                         | (Übergang zur Bahnstrecke Horní Cerekev–Tábor) |                                     |

Die Schmalspurbahn Jindřichův Hradec–Obrataň ist eine schmalspurige Eisenbahnverbindung in Tschechien, die ursprünglich als landesgarantierte Lokalbahn Neuhaus–Wobratain errichtet und betrieben wurde. Sie verläuft in Südböhmen von Jindřichův Hradec (Neuhaus) über Kamenice nad Lipou (Kamnitz an der Linde) nach Obrataň (Wobratain).
Nach einem Erlass der tschechischen Regierung ist die Strecke seit dem 20. Dezember 1995 als regionale Bahn („regionální dráha“) klassifiziert. Seit 1998 ist sie Eigentum des privaten Eisenbahnunternehmens Jindřichohradecké místní dráhy (JHMD).

## Geschichte
Der Bezirksvertretung in Kamenitz an der Linde (Kamenice nad Lipou) erhielt am 27. Dezember 1904 die Konzession zum Bau der Strecke. Ausgestellt war die Konzession für eine Dauer von 90 Jahren. Teil der Konzession war zudem die Verpflichtung, den Bau der Strecke sofort zu beginnen und binnen zwei Jahren fertigzustellen.
Die Bezirksvertretung gründete die Aktiengesellschaft Lokalbahn Neuhaus–Wobratain, welche den Bau der Strecke ausführte. Die Gewährung der Staatsgarantie erfolgte durch das Kronland Böhmen. Das war insofern ungewöhnlich, als Landesgarantien und -zuschüsse in den böhmischen Ländern generell nur für normalspurige Strecken gewährt wurden. Ausschlaggebend für diese Entscheidung dürfte jedoch die schon in Jindřichův Hradec beginnende Schmalspurbahn Jindřichův Hradec–Nová Bystřice gewesen sein. So war es möglich, beide Strecken auf kostengünstige Weise gemeinsam zu betreiben.
Am 24. Dezember 1906 wurde die Strecke eröffnet. Die Betriebsführung übernahmen die k.k. Staatsbahnen (kkStB) auf Rechnung der Lokalbahngesellschaft.

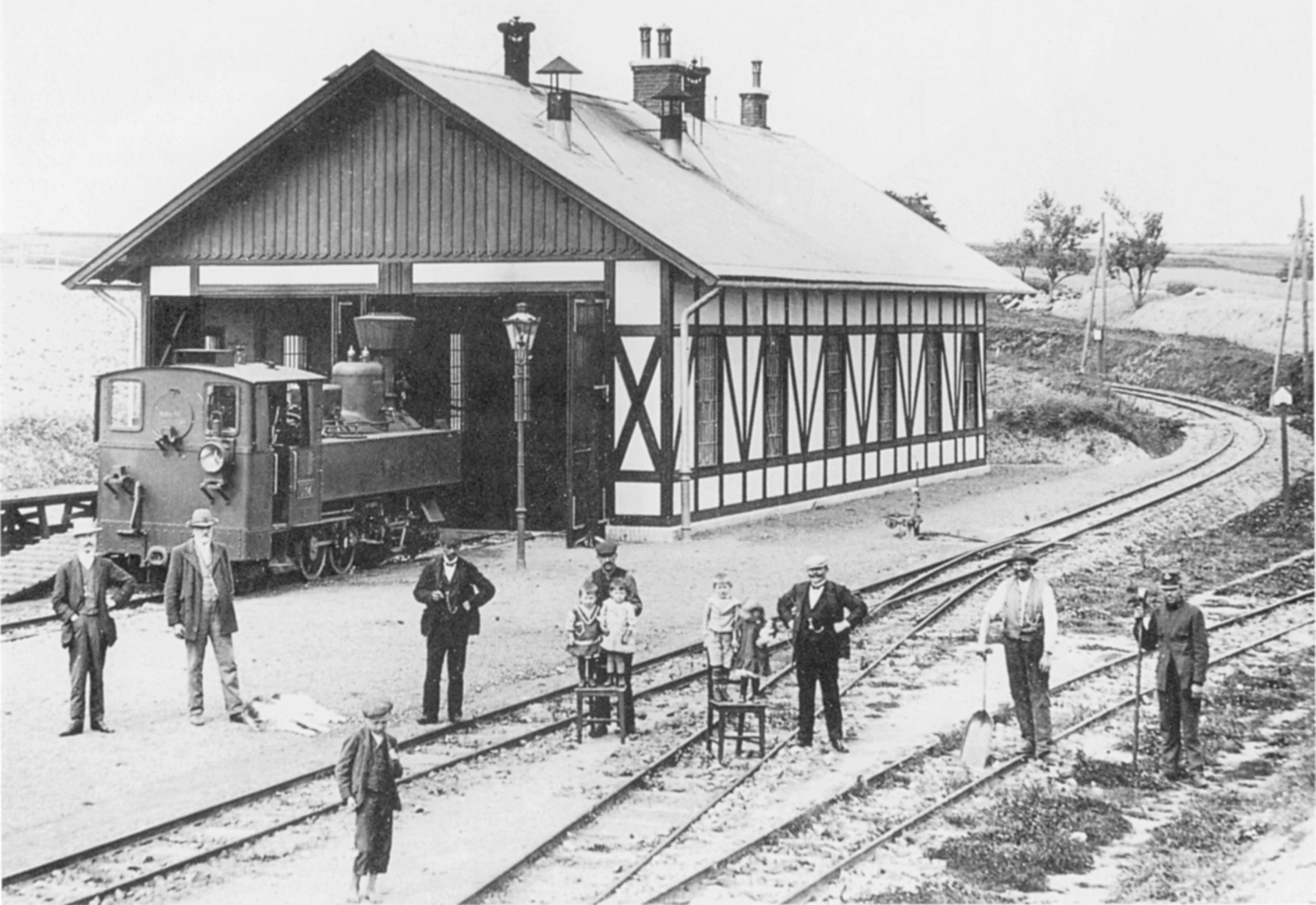
Heizhaus in Kamenitz a.d.L. (um 1906)

Gestartet wurde der Betrieb mit Dampflokomotiven. Dafür befanden sich Heizhäuser in Jindřichův Hradec, Kamenice nad Lipou und Obrataň. Bald nach der Eröffnung wurde eine Güterbeförderung mit Rollböcken eingerichtet.
Mit der Gründung der Tschechoslowakischen Staatsbahnen (ČSD) im Herbst 1918 ging auch die Betriebsführung an diese über. An der rechtlichen Stellung der Lokalbahngesellschaft änderte sich jedoch zunächst nichts. Der erste in Regie der ČSD veröffentlichte Winterfahrplan 1918/1919 wies nur ein Zugpaar auf der Gesamtstrecke aus, ein weiteres verkehrte nur zwischen Jindřichův Hradec und Kamenice nad Lipou.
Zum 1. Januar 1925 wurde die Lokalbahn Neuhaus–Wobratain verstaatlicht. Damit wurden die ČSD auch Eigentümer der Infrastruktur. Diese bemühten sich in der Folgezeit um eine Modernisierung der Strecke. Ab den 1930er-Jahren wurden in verkehrsschwachen Zeiten Triebwagen eingesetzt.
Während des Zweiten Weltkrieges verblieb die Strecke im Gegensatz zur anschließenden Linie nach Neubistritz in tschechischer Verwaltung. Betreiber waren nun die Protektoratsbahnen Böhmen und Mähren (ČMD-BMB). Die Fahrzeit des schnellsten Zuges über die Gesamtstrecke betrug im Jahr 1944 123 Minuten, was einer Durchschnittsgeschwindigkeit von 23 km/h entspricht.
Nach dem Ende des Zweiten Weltkriegs kam die Strecke wieder zur ČSD. Die ČSD setzten in den 1950er Jahren die bereits vor dem Zweiten Weltkrieg begonnenen Modernisierungsbemühungen fort. Die betagten Dampflokomotiven wurden durch Diesellokomotiven abgelöst, für den Personenverkehr wurden in den 1960er Jahren neue Wagen beschafft. Später kam es auch zu einer durchgreifenden Erneuerung der Gleisanlagen, sodass die zulässige Streckengeschwindigkeit durchgängig auf 50 km/h angehoben werden konnte. Ende der 1980er Jahre wies der Fahrplan insgesamt acht Zugpaare auf der Gesamtstrecke aus, drei weitere bedienten Teilstrecken. Erst Anfang der 1990er Jahre wurde der Betrieb der Strecke erstmals in Frage gestellt, zumal die eingesetzten Fahrzeuge zum Teil die Grenze ihrer Lebensdauer erreicht hatten.

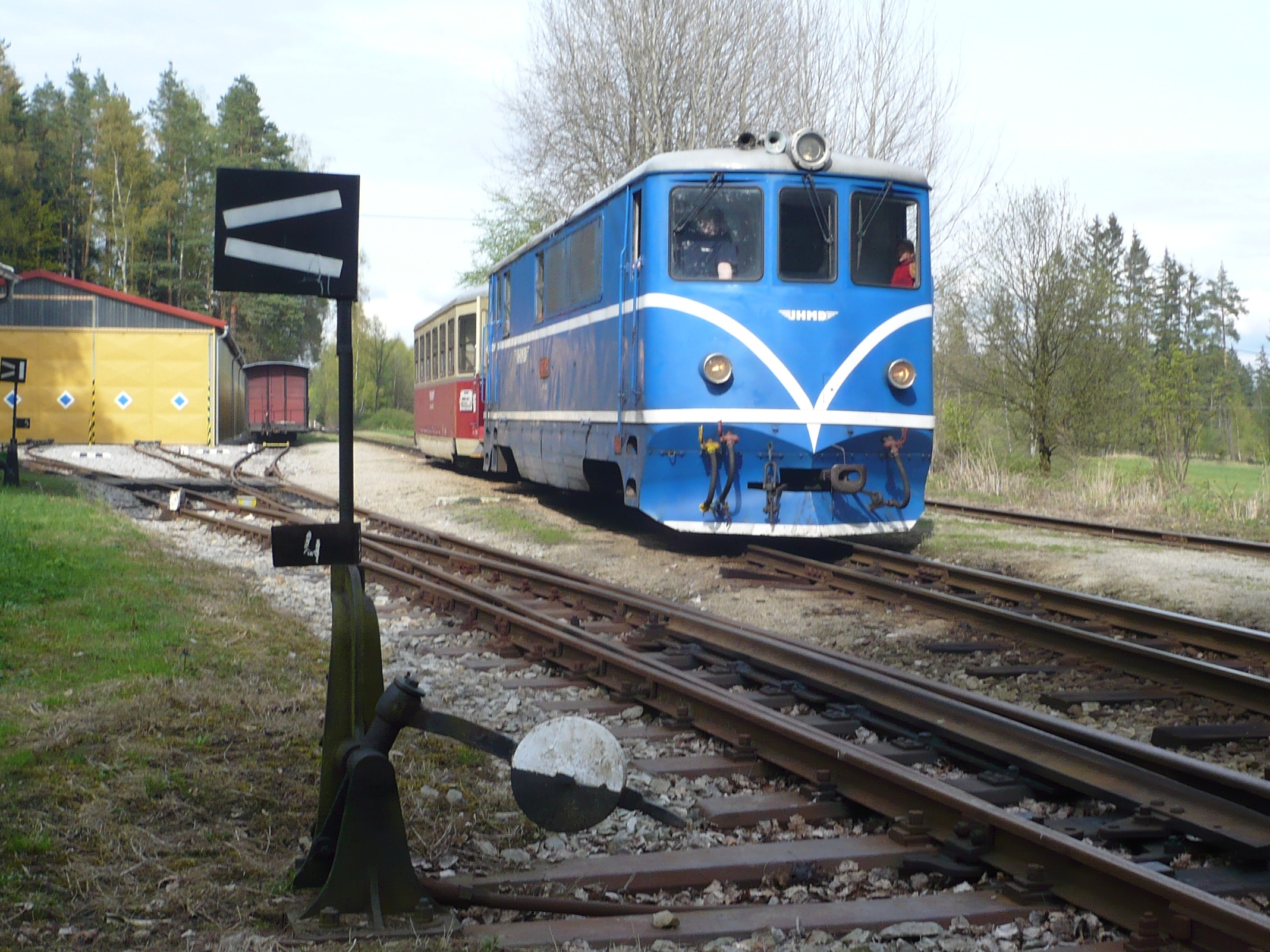
Reisezug der JHMD in Lovětín

Im Jahr 1998 wurde die Strecke als eine der ersten in Tschechien privatisiert. Betreiber ist seitdem die Jindřichohradecké místní dráhy a.s. (JHMD). Der JHMD gelang durch Straffung der Fahrpläne, Einrichtung von Bedarfshalten und Ausnutzung der Streckenhöchstgeschwindigkeit eine signifikante Verkürzung der planmäßigen Fahrzeiten. Der schnellste Zug (18.10 Uhr ab Jindřichův Hradec) benötigte im Fahrplan 2010 nur noch 78 Minuten, was einer Reisegeschwindigkeit von beachtlichen 35 km/h entspricht.
Im August 2021 gab die Region Vysočina bekannt, ab 2025 zwischen Kamenice nad Lipou und Obrataň nur noch touristischen Verkehr an Wochenenden und Feiertagen bestellen zu wollen. Der sonstige ÖPNV in diesem Abschnitt soll ab diesem Zeitpunkt mit einer neu eingerichteten Überlandbuslinie abgewickelt werden.
Infolge der Insolvenz der JHMD ist der Eisenbahnverkehr seit 2. Oktober 2022 eingestellt.
Am 19. September 2024 erteilte das Eisenbahnamt (drážní úřad) für den Abschnitt Jindřichův Hradec–Kamenice nad Lipou eine neue Sicherheitsbescheinigung. Damit ist die Wiederaufnahme eines planmäßigen Eisenbahnverkehrs in dieser Relation möglich. Neues Eisenbahninfrastrukturunternehmen ist die Správa úzkokolejných drah (Verwaltung der Schmalspurbahnen), die aus der zahlungsunfähigen JHMD hervorging.

## Fahrzeugeinsatz

### Triebfahrzeuge
Dampflokomotiven

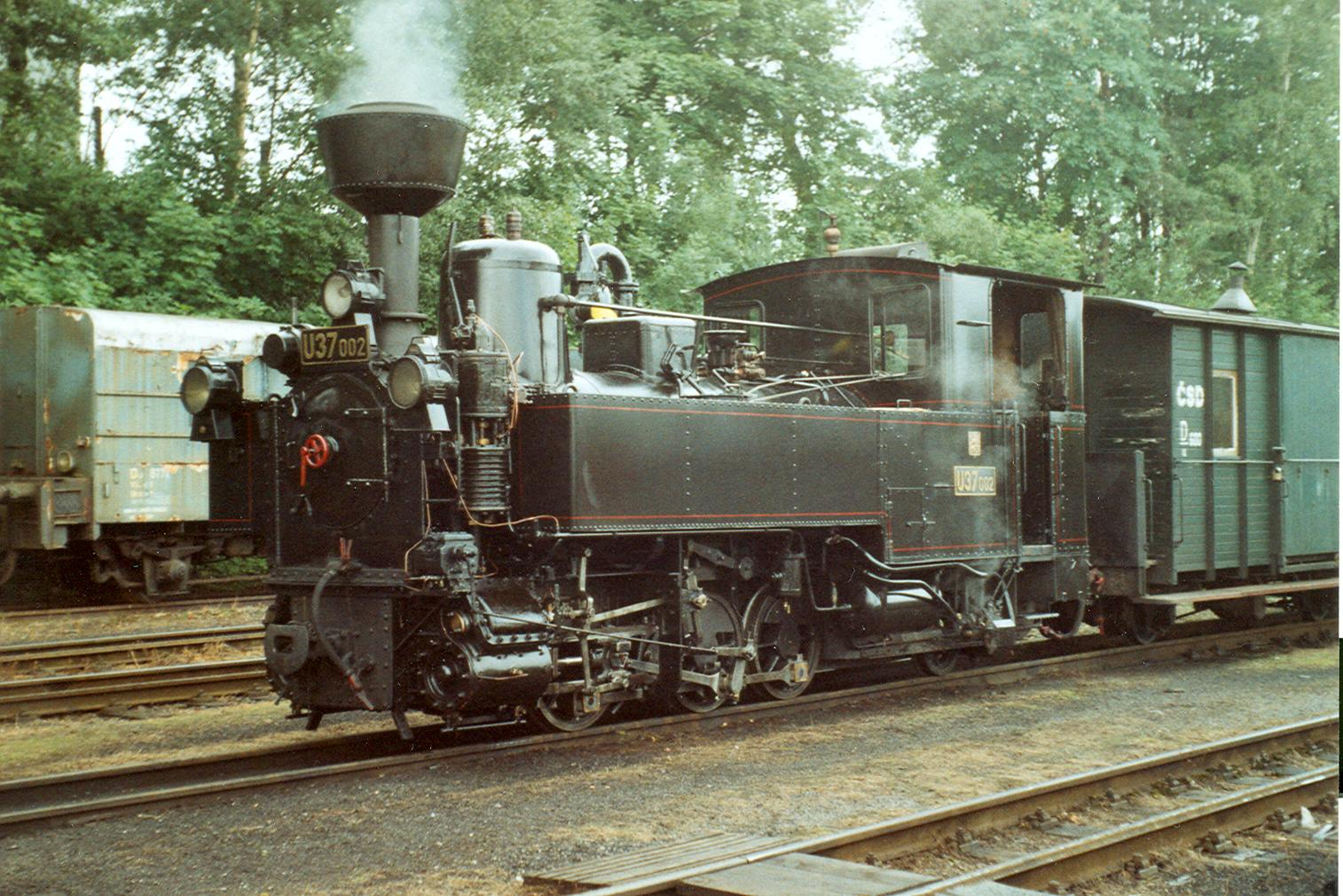
U 37.002 (ehem. kkStB U 12) als Museumslokomotive

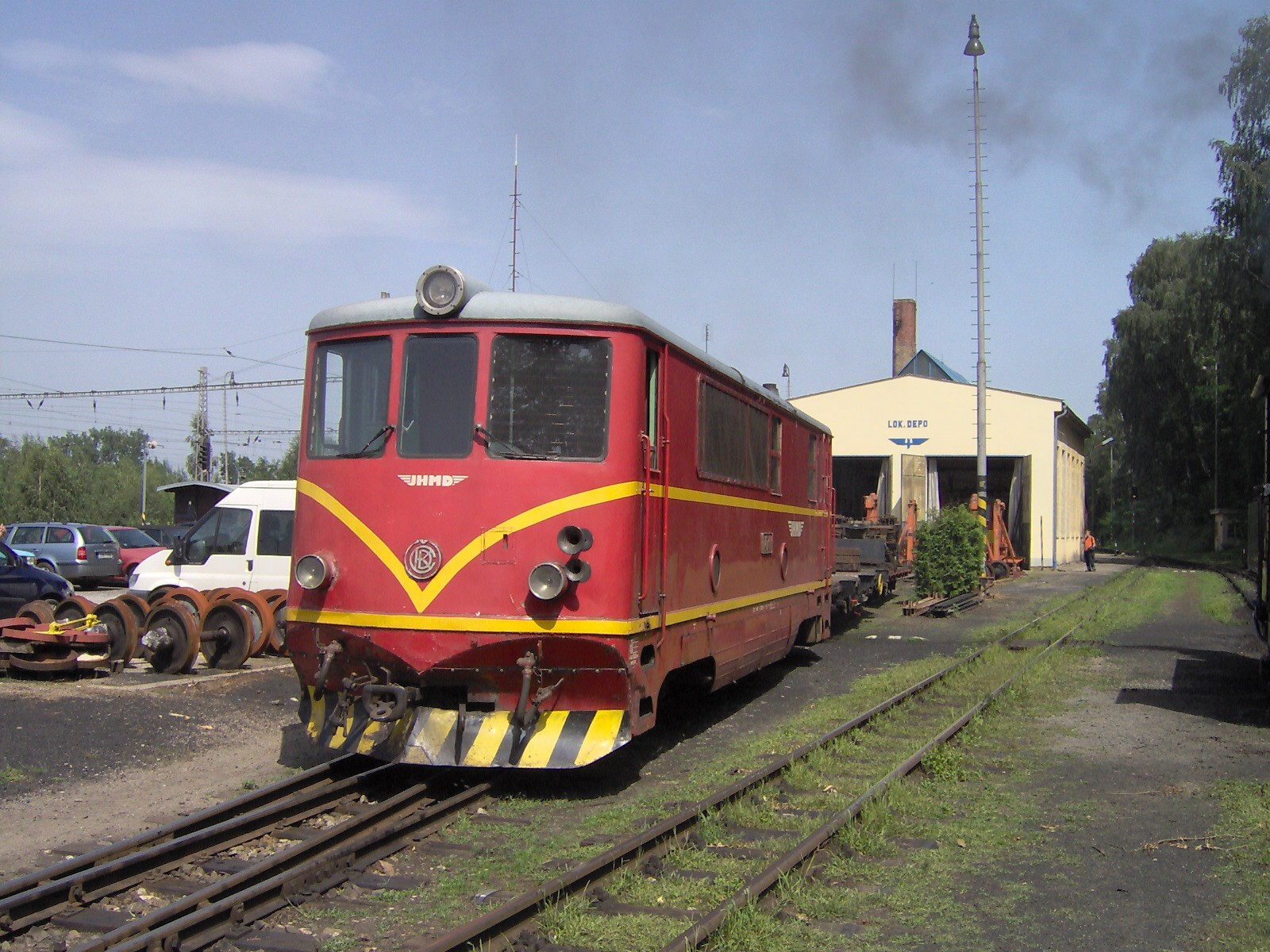
T 47.011 der JHMD in Jindřichův Hradec

Die kkStB beschaffte zur Eröffnung dreifach gekuppelte Schmalspurlokomotiven, wie sie vorher schon für die ebenfalls von ihnen betriebene (jedoch als Aktiengesellschaft in Privatbesitz befindliche) Murtalbahn beschafft wurden. Die kkStB bezeichnete diese Lokomotiven als Reihe U (nach Unzmarkt an der Murtalbahn, dem ersten Einsatzort dieses Typs). Sie besaßen die Betriebsnummern U.33, U.34 und U.41
.
Nach dem Ersten Weltkrieg wurde der Verkehr insbesondere mit Mallet-Lokomotiven der Reihe U 47.0 abgewickelt, die ursprünglich von der Serbischen Staatsbahn stammten. Als Reserve diente von 1931 bis 1939 die U 48.001.
Jeweils eine der U 37.0 und U 47.0 sind museal erhalten geblieben. Sie kommen in den Sommermonaten vor den Museumszügen zum Einsatz. Die JHMD setzt vor den Museumszügen auch eine aus Rumänien stammende Lokomotive mit der Bezeichnung U 46.001 (Nachbau MÁVAG-Typ 70) ein.
Triebwagen
Ab 1929 beschaffte die ČSD zwei Turmtriebwagen der Reihe M 11.0, welche eine Schmalspurversion der ČSD-Baureihe M 120.4 waren. Diese Fahrzeuge kamen vor allem in Zeiten mit geringem Verkehrsaufkommen zum Einsatz. Von 1939 an wurden ergänzend noch zwei vierachsige Triebwagen der Reihe M 21.0 beschafft. Der Triebwageneinsatz währte bis kurz nach dem Zweiten Weltkrieg. Der Triebwagen M 21.004 ist erhalten geblieben und befindet sich heute in Čierny Balog auf der Schwarzgranbahn (Slowakei).
Die JHMD setzt in jüngerer Zeit wieder Triebwagen der Reihe M 27.0 (vormals PKP-Baureihe MBxd2) ein.
Diesellokomotiven
Seit 1955 wird der Verkehr hauptsächlich mit den Diesellokomotiven der Reihe T 47.0 betrieben. In den 70er-Jahren gelangten noch weitere dieser Lokomotiven nach Jindřichův Hradec, als die Schmalspurbahnen Frýdlant–Heřmanice und Ružomberok–Korytnica kúpele stillgelegt wurden.
Auch eine Lokomotive der PKP-Baureihe Lxd2 befinden sich nunmehr in Jindřichův Hradec.

### Personenwagen

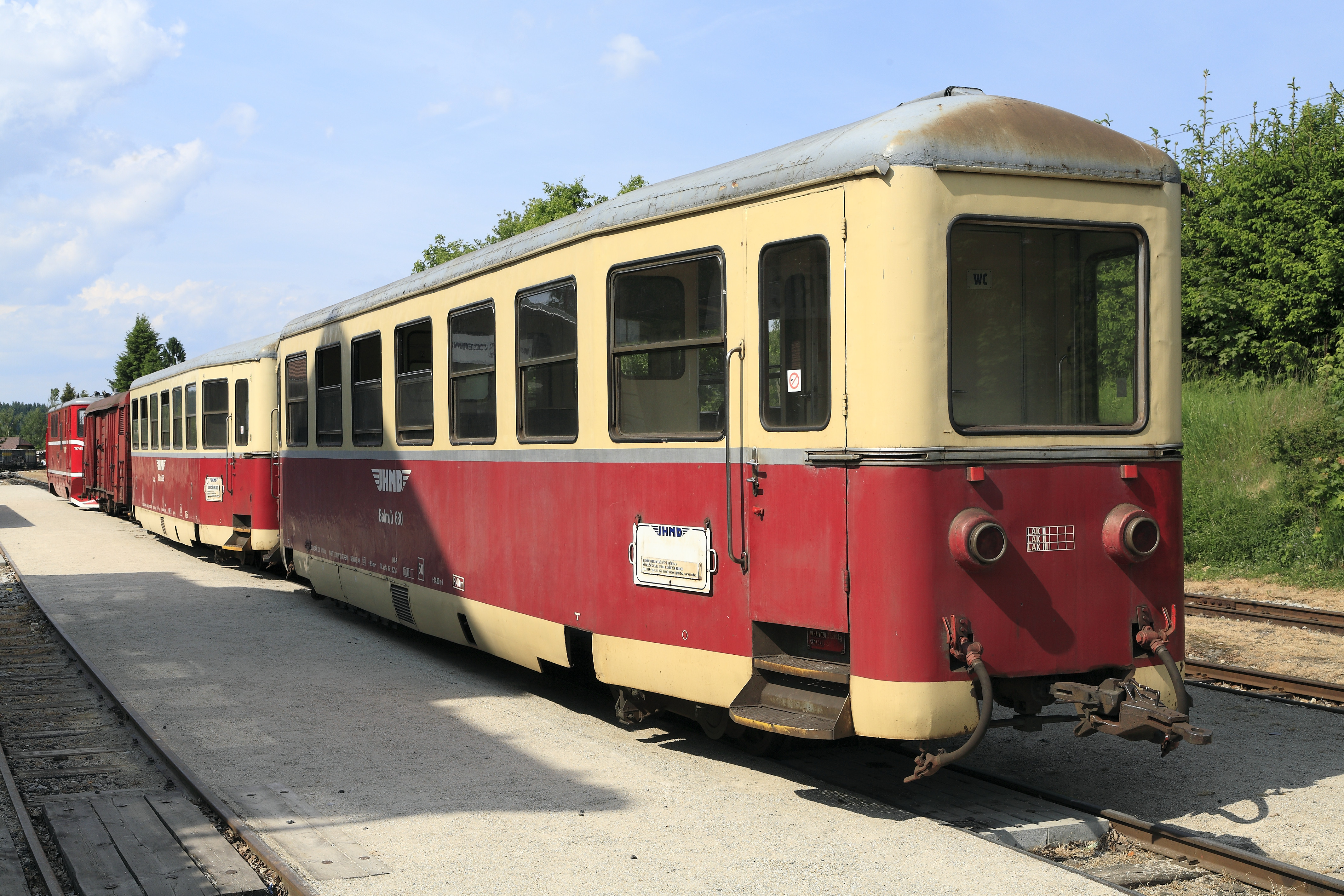
Reisezugwagen Balm/u in Nová Bystrice

Die anfangs beschafften zweiachsigen Personenwagen fertigte größtenteils die Waggonfabrik Ringhoffer in Prag. Später komplettierten offene Vierachser, vierachsige Personenwagen und Barwagen den Bestand.
In den 1960er Jahren gelangten auch mehrere ursprünglich sächsische Traglastenwagen nach Jindřichův Hradec, welche nach 1945 in Frýdlant verblieben waren. Diese Wagen wurden noch bis Ende der 1970er Jahre in Reisezügen eingesetzt.
Die heute eingesetzten Personenwagen Bauart Balm/ú wurden in den 1960er Jahren von ČKD Tatra in Prag gefertigt. Die seinerzeit hochmodernen Reisezugwagen besitzen hartgepolsterte Sitzbänke, geschlossene Einstiegsräume, Übersetzfenster und eine Öleigenheizung.
In den 1980er Jahren wurde ein Museumszug aus den letzten zweiachsigen alten Wagen im Bestand der ČSD zusammengestellt. Diese stilechte Zuggarnitur kommt heute regelmäßig an den Wochenenden im Sommer als Museumszug zum Einsatz.

### Güterwagen

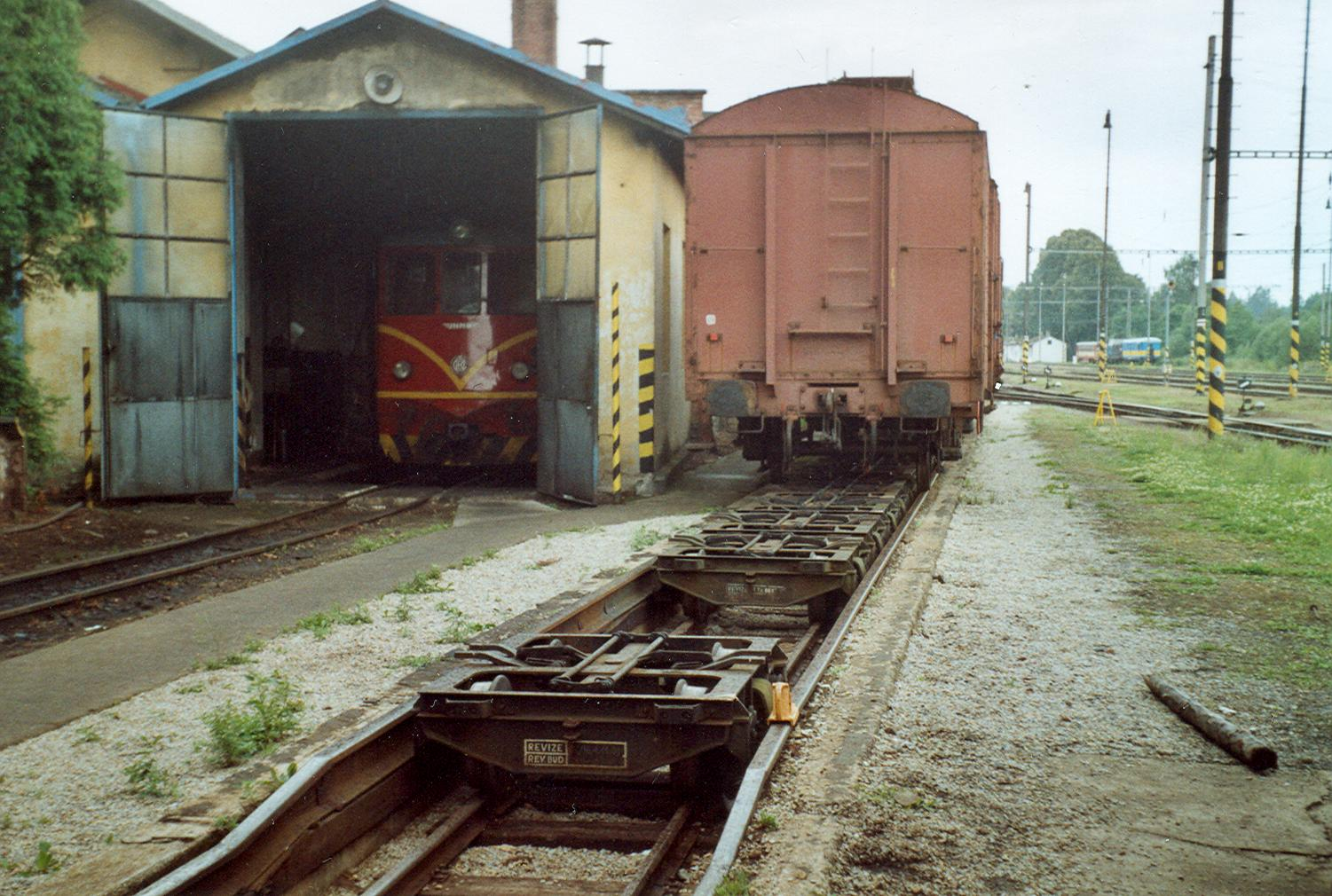
Rollbockgrube in Jindřichův Hradec

Anfangs wurde der Betrieb mit zweiachsigen Wagen durchgeführt. Die Güterwagen stammten zum größten Teil von der Grazer Maschinen- und Waggonbau-Aktiengesellschaft. Später wurde ein Rollbockverkehr eingeführt. Die zuletzt eingesetzten Rollböcke und die Zwischenwagen wurden von der Waggonfabrik Poprad in den 1980er-Jahren gebaut.